# Villum Kann Rasmussen
Villum Kann Rasmussen (* 23. Januar 1909 auf Mandø; † 24. August 1993 in Ordrup, Dänemark) war ein Unternehmens- und Stiftungsgründer. Er wurde mit der Ehrendoktorwürde von Dänemarks Technischer Universität ausgezeichnet.

## Leben
Rasmussen wurde 1909 als Sohn des örtlichen Gemeindepastors auf Mandø geboren. Ab 1927 studierte er in Sorø Bauingenieurwesen und schloss 1932 sein Studium ab.
1941 gründete er sein eigenes Unternehmen, die Villum Kann Rasmussen & Co. in Horsens nahe Ringkøbing. Eigene Produktionslinie ist die 1952 gegründete Firma Velfac, die sich auf die Herstellung von Fassadenfenstern und -türen spezialisiert hat, sowie die Firma Velux mit Fokus auf der Produktion von Oberlichtfenstern. Die Muttergesellschaft expandierte mit der Akquise mehrerer Fenster- und Türenhersteller und hat heute nur Holdingfunktion, weshalb sie mittlerweile unter dem Namen VKR Holding fungiert. So übernahm er zum Beispiel das eigene Unternehmen Veltex und die Fremdunternehmen Ribo und Champion.
Insgesamt meldete er 55 Patente und 9 Musterschutze an.

## Stiftungen

### Villum Kann Rasmussen Foundation
1971 als Villum Kann Rasmussen Fonden in Dänemark gegründet, Zweck der Stiftungen ist die Bildung von künstlerischen, kulturellen, sozialen und wissenschaftlichen Zwecken auf der ganzen Welt. Selbige wurde 1981 auch in den Vereinigten Staaten eingerichtet.

### VELUX Stiftung
Die VELUX-Stiftung wurde 1980 in der Schweiz gegründet, ein Jahr später als VELUX Fonden auch in Dänemark. Der Hintergrund ist die Bildung von künstlerischen, kulturellen, sozialen und wissenschaftlichen Zwecken in Europa innerhalb des Europäischen Wirtschaftsraums.

## Villum Kann Rasmussen Preis
Nach ihm ist ein eigener Preis benannt, der seit 1996 durch die Foundation vergeben wird. Es handelt sich dabei um einen Preis, bei dem Mitarbeiter ausgezeichnet werden, die sich für das Unternehmen (Velux) besonders hervorgetan haben. Der Preis ist nicht beantragbar, sondern die Vergabe erfolgt in Eigenregie durch Mitarbeiter im Vorstand des Unternehmens.